# Qualea cassiquiarensis
Qualea cassiquiarensis är en tvåhjärtbladig växtart som beskrevs av Richard Spruce och Johannes Eugen ius Bülow Warming. Qualea cassiquiarensis ingår i släktet Qualea och familjen Vochysiaceae. Inga underarter finns listade i Catalogue of Life.